# Associació Catalana "La llar" de l'Afectat d'Esclerosi Múltiple
Associació Catalana "La llar" de l'Afectat d'Esclerosi Múltiple és una entitat sense ànim de lucre creada el 1992
Fou creada per decisió dels socis, amb l'objectiu de substituir la delegació catalana de l'Asociación Española de Escleroris Múltiple (AEDEM). El seu president fundador va ser Vicenç Raventós i Arquer. S'adreça a la millora o el manteniment de les capacitats físiques de les persones afectades per esclerosi múltiple i a alleugerir els processos d'ansietat generats per l'esclerosi múltiple.
Té la seu al barri d'Hostafrancs de Barcelona, en un local de dos-cents metres quadrats cedit per la parròquia del Sant Àngel Custodi. Des de l'any 1996 està adherida a l'AEDEM, i el 6 de novembre del 2003 va ser declarada entitat d'utilitat pública. També forma part de la Federació ECOM d'entitats dedicades a l'atenció de les persones amb discapacitat física. El 2007 va rebre la Medalla d'Honor de Barcelona.